# آلوارو ویتالی
آلوارو ویتالی (به ایتالیایی: Alvaro Vitali؛ ۳ فوریهٔ ۱۹۵۰ – ۲۴ ژوئن ۲۰۲۵) بازیگر ایتالیایی بود.

## گزیدهٔ نقش‌آفرینی‌ها
- ناتوان هستی‌گرا (۲۰۰۹)
- اگر انجامش بدی، توی دردسر می‌افتی (۲۰۰۱)
- پائولو روبرتو کوتکینو مهاجم میانی موفق (۱۹۸۳)
- پیرنو دوباره می‌تازد (۱۹۸۲)
- پیرینو در مقابل همه (۱۹۸۱)
- پیرینو، پزشک اس.ای.یو.بی. (۱۹۸۱)
- خانم دکتر ملوانان را بیشتر می‌پسندد (۱۹۸۱)
- یک پلیس زن در نیویورک (۱۹۸۱)
- عالیجناب با معشوقه‌اش زیر تخت (۱۹۸۱)
- دانش‌آموز رفوزه به آقای مدیر چشمک زد (۱۹۸۰)
- خانم معلم و همه کلاس در ساحل (۱۹۸۰)
- دختر دبیرستانی با دوست پدرش کنار دریا (۱۹۸۰)
- دختر دبیرستانی، شیطان و آب مقدس (۱۹۷۹)
- چگونه معلم‌تان را از راه بدر کنید (۱۹۷۹)
- یک پلیس زن در جوخه هرزه‌ها (۱۹۷۹)
- خانم پرستار در تیمارستان نظامی (۱۹۷۹)
- پرستار شب (۱۹۷۹)
- بدون کمی هرزگی به کجا می‌توانی برسی؟ (۱۹۷۹)
- دختر دبیرستانی در کلاس رفوزه‌ها (۱۹۷۸)
- معلم مدرسه در خانه (۱۹۷۸)
- خانم معلم به دبیرستان پسرانه می‌رود (۱۹۷۸)
- دخترک سرباز در مانورهای بزرگ نظامی (۱۹۷۸)
- دخترک سرباز در دیدار نظامی (۱۹۷۷)
- به‌خاطر عشق پوپیا (۱۹۷۷)
- رانندهٔ تاکسی (۱۹۷۷)
- منشی خصوصی پدرم (۱۹۷۶)
- معلم علوم تجربی (۱۹۷۶)
- کلاس مختلط (۱۹۷۶)
- سکس با لبخند ۲ (۱۹۷۶)
- خانم معلم با همه کلاس… می‌رقصد (۱۹۷۶)
- خانم دکتر زیر لحاف (۱۹۷۶)
- خانم دکتر بیمارستان ارتش (۱۹۷۶)
- سنبله، ثور، جدی (۱۹۷۶)
- دو قلب، یک نیایشگاه (۱۹۷۵)
- دختر دبیرستانی (۱۹۷۵)
- معلم مدرسه (۱۹۷۵)
- فرانکشتاین به سبک ایتالیایی – مرا بگیر، شکنجه‌ام کن، چون دچار عشق سوزانم! (۱۹۷۵)
- پلیس زن (۱۹۷۴)
- بوی خوش زن (۱۹۷۴)
- آمارکورد (۱۹۷۳)
- رم (۱۹۷۲)
- ساتیریکون فلینی (۱۹۶۹)

## درگذشت
ویتالی در ۲۴ ژوئن ۲۰۲۵، بر اثر ابتلا به برونکوپنومونی، در سن ۷۵ سالگی در رم، ایتالیا درگذشت. 